# Dan Bouzou (Tchadoua)
Dan Bouzou ist ein Dorf in der Landgemeinde Tchadoua in Niger.

## Geographie
Das von einem traditionellen Ortsvorsteher (chef traditionnel) geleitete Dorf befindet sich rund 15 Kilometer nordöstlich des Hauptorts Tchadoua der gleichnamigen Landgemeinde, die zum Departement Aguié in der Region Maradi gehört. Zu den Siedlungen in der näheren Umgebung von Dan Bouzou zählen Jantoudou und Wakasso im Nordwesten.
Dan Bouzou ist Teil der Übergangszone zwischen Sahel und Sudan. Die durchschnittliche jährliche Niederschlagsmenge beträgt hier zwischen 400 und 500 mm.

## Bevölkerung
Bei der Volkszählung 2012 hatte Dan Bouzou 1131 Einwohner, die in 144 Haushalten lebten. Bei der Volkszählung 2001 betrug die Einwohnerzahl 872 in 111 Haushalten und bei der Volkszählung 1988 belief sich die Einwohnerzahl auf 728 in 116 Haushalten.
Die Bevölkerungsdichte in diesem Gebiet ist für nigrische Verhältnisse hoch.

## Wirtschaft und Infrastruktur
Das Gebiet der Ebenen im südlichen Teil der Region Maradi, in dem Dan Bouzou liegt, ist von einer anhaltenden Degradation der ackerbaulichen Flächen gekennzeichnet, die mit der hohen Bevölkerungsdichte in Zusammenhang steht. Im Dorf ist ein Gesundheitszentrum des Typs Centre de Santé Intégré (CSI) vorhanden. Es gibt eine Schule.